# Aizō Sōma
Aizō Sōma est un nom japonais traditionnel ; le nom de famille (ou le nom d'école), Sōma, précède donc le prénom (ou le nom d'artiste).
Aizō Sōma (相馬愛蔵) (8 novembre 1870 - 14 février 1954) est un entrepreneur, philanthrope, mécène et partisan du pan-asianisme dans le Japon d'avant-guerre. Il est connu pour être le fondateur de la Nakamura-ya, une boulangerie célèbre de Tokyo.

## Biographie
Sōma est né dans une riche famille à Azumino. Il se rend à Tokyo à 17 ans pour étudier à l'université Waseda en 1886, puis entre au collège professionnel de Tokyo récemment fondé. Ses professeurs sont entre autres Tsubouchi Shōyō et Tameyuki Amano. Il étudie plus tard auprès de Sokichi Tsuda, un historien devenu professeur à l'université Waseda. Durant cette époque, il est converti au christianisme par Uchimura Kanzō, et devient ami avec Taguchi Ukichi.
Il est diplômé en 1890 et se rend à Hokkaido pour étudier la sériciculture au collège d'agriculture de Sapporo, puis retourne à Nagano pour mener des expériences sur l'amélioration des vers à soie. Il fonde également une ligue de tempérance à Azumino mais s'attire la colère de la population locale pour son approche agressive contre les beuveries et les bordels. Il rencontre des missionnaires étrangers et établi un orphelinat local.
En 1898, il se marie avec Kokkō, la fille d'un ex-samouraï de Sendai qu'il avait rencontré pour collecter des fonds pour l'orphelinat. Elle a cependant de fréquents problèmes de santé et a du mal à s'adapter à la vie à la campagne et le couple emménage alors à Tokyo en 1901. Sōma achète la boulangerie Nakamura-ya située près de la porte principale de l'université impériale de Tokyo. Il est crédité de l'invention du kurimu-pan, un petit pain avec de la crème à l'intérieur. En 1909, il déménage le commerce à Shinjuku. Il embauche souvent des étrangers ou consulte des résidents étrangers de Tokyo pour trouver des idées sur de nouveaux produits ou de nouveaux condiments à utiliser dans sa boutique. Il fonde une école pour enseigner la morale commerciale et améliorer les normes de services de ses employés. Le commerce prospère, et il ouvre un café et un restaurant.
Sōma devient mécène des arts et de la littérature en organisant des salons littéraires, et en soutenant financièrement des artistes et des écrivains en difficultés. Parmi les membres des salons se trouvent Naoe Kinoshita, un activiste socialiste originaire de la ville natale de Sōma, Vasili Eroshenko, un poète russe aveugle, ainsi que l'actrice Sumako Matsui, le peintre Tsune Nakamura, et le sculpteur Rokuzan Ogiwara.
Sōma apporte aussi son soutien au mouvement pan-asiatique, et son salon est un lieu de réunion confidentiel pour les politiciens comme Tōyama Mitsuru, Inukai Tsuyoshi et d'autres. Sōma abrite Rash Behari Bose (en), le chef en exil du mouvement pour l'indépendance de l'Inde. Bose est la tête pensante de plusieurs attentats à la bombe visant le vice-roi des Indes et tente d'organiser un soulèvement contre le Raj britannique. Bose se marie avec la fille des Sōma, Toshiko, en 1918.
Sōma meurt en 1954.